# فرد تومسون (لاعب اتحاد الرغبي)
فرد تومسون (بالإنجليزية: Fred Thompson)‏ هو لاعب اتحاد الرغبي أسترالي، ولد في 1890 في ماروبرة ‏ في أستراليا، وتوفي في 29 مايو 1915 في جاليبولي في تركيا.